# Jorge López Malo
Jorge López Malo (* 14. August 1957), wegen seines besonderen Schnauzbarts auch unter dem Spitznamen El Inspector bekannt, ist ein ehemaliger mexikanischer Fußballspieler auf der Position eines Verteidigers.

## Laufbahn
Nach den olympischen Sommerspielen von 1976, bei denen Malo zum olympischen Aufgebot der mexikanischen Fußballmannschaft gehörte und im zweiten Gruppenspiel Mexikos gegen Israel (2:2) des Feldes verwiesen worden war, erhielt „El Inspector“ 1976 einen Profivertrag beim CD Cruz Azul. Bei den Cementeros stand Malo bis 1982 unter Vertrag und gewann mit Cruz Azul zweimal den Meistertitel der mexikanischen Primera División. 1982 wechselte Malo zum Club Atlético Morelia.

## Erfolge
- Mexikanischer Meister: 1979 und 1980